# Bou (Loiret)
Bou és un municipi francès, situat al departament del Loiret i a la regió de Centre – Vall del Loira. L'any 2007 tenia 906 habitants.

## Demografia

### Població
El 2007 la població de fet de Bou era de 906 persones. Hi havia 361 famílies, de les quals 77 eren unipersonals (32 homes vivint sols i 45 dones vivint soles), 138 parelles sense fills, 130 parelles amb fills i 16 famílies monoparentals amb fills.
La població ha evolucionat segons el següent gràfic:
Habitants censats

### Habitatges
El 2007 hi havia 390 habitatges, 358 eren l'habitatge principal de la família, 7 eren segones residències i 25 estaven desocupats. 380 eren cases i 10 eren apartaments. Dels 358 habitatges principals, 321 estaven ocupats pels seus propietaris, 33 estaven llogats i ocupats pels llogaters i 4 estaven cedits a títol gratuït; 11 tenien dues cambres, 47 en tenien tres, 95 en tenien quatre i 205 en tenien cinc o més. 306 habitatges disposaven pel capbaix d'una plaça de pàrquing. A 115 habitatges hi havia un automòbil i a 223 n'hi havia dos o més.

### Piràmide de població
La piràmide de població per edats i sexe el 2009 era:
| Homes | Edats   | Dones |
| ----- | ------- | ----- |
| 4     | 95 o +  | 0     |
| 0     | 90 a 94 | 0     |
| 0     | 85 a 89 | 0     |
| 12    | 80 a 84 | 0     |
| 8     | 75 a 79 | 16    |
| 20    | 70 a 74 | 24    |
| 28    | 65 a 69 | 28    |
| 20    | 60 a 64 | 12    |
| 16    | 55 a 59 | 16    |
| 20    | 50 a 54 | 24    |
| 28    | 45 a 49 | 28    |
| 44    | 40 a 44 | 36    |
| 36    | 35 a 39 | 32    |
| 52    | 30 a 34 | 40    |
| 20    | 25 a 29 | 24    |
| 36    | 20 a 24 | 12    |
| 40    | 15 a 19 | 20    |
| 8     | 10 a 14 | 24    |
| 28    | 5 a 9   | 44    |
| 32    | 0 a 4   | 12    |

## Economia
El 2007 la població en edat de treballar era de 582 persones, 447 eren actives i 135 eren inactives. De les 447 persones actives 424 estaven ocupades (222 homes i 202 dones) i 22 estaven aturades (9 homes i 13 dones). De les 135 persones inactives 61 estaven jubilades, 46 estaven estudiant i 28 estaven classificades com a «altres inactius».

### Ingressos
El 2009 a Bou hi havia 358 unitats fiscals que integraven 923,5 persones, la mediana anual d'ingressos fiscals per persona era de 23.641 €.

### Activitats econòmiques
Dels 25 establiments que hi havia el 2007, 1 era d'una empresa alimentària, 1 d'una empresa de fabricació d'altres productes industrials, 15 d'empreses de construcció, 3 d'empreses de comerç i reparació d'automòbils, 2 d'empreses de transport, 1 d'una empresa d'hostatgeria i restauració, 1 d'una empresa de serveis i 1 d'una entitat de l'administració pública.
Dels 14 establiments de servei als particulars que hi havia el 2009, 3 eren paletes, 2 fusteries, 7 lampisteries i 2 electricistes.
Dels 2 establiments comercials que hi havia el 2009, 1 era una botiga de menys de 120 m² i 1 una sabateria.
L'any 2000 a Bou hi havia 16 explotacions agrícoles que ocupaven un total de 385 hectàrees.

## Equipaments sanitaris i escolars
El 2009 hi havia una escola elemental.

## Poblacions més properes
El següent diagrama mostra les poblacions més properes.